# Texas Tennis Open 2012
Il  Texas Tennis Open 2012 è stato un torneo di tennis giocato all'aperto su cemento. È stata la seconda edizione di questo evento che fa parte della categoria International nell'ambito del WTA Tour 2012. Si è giocato a Dallas in Texas negli Stati Uniti dal 17 al 24 agosto 2012.

## Partecipanti

### Teste di serie
| Nazionalità | Giocatrice         | Ranking* | Testa di serie |
| ----------- | ------------------ | -------- | -------------- |
| Germania    | Angelique Kerber   | 7        | 1              |
| Serbia      | Jelena Janković    | 18       | 2              |
| Italia      | Roberta Vinci      | 26       | 3              |
| Belgio      | Yanina Wickmayer   | 30       | 4              |
| Rep. Ceca   | Klára Zakopalová   | 31       | 5              |
| Cina        | Peng Shuai         | 32       | 6              |
| Sudafrica   | Chanelle Scheepers | 40       | 7              |
| Romania     | Sorana Cîrstea     | 41       | 8              |

* Ranking al 13 agosto 2012.

### Altre partecipanti
Giocatrici che hanno ricevuto una Wild card:
- Jarmila Gajdošová
- Bojana Jovanovski
- Yanina Wickmayer

Giocatrici passate dalle qualificazioni:

- Eugenie Bouchard
- Casey Dellacqua
- Mirjana Lučić
- Pauline Parmentier

## Campionesse

### Singolare
Roberta Vinci ha sconfitto in finale  Jelena Janković per 7-5, 6-3.
- È il settimo titolo in carriera per la Vinci, il primo nel 2012.

### Doppio
Marina Eraković /  Heather Watson hanno battuto in finale  Līga Dekmeijere /  Irina Falconi
per 6-3, 6-0.